# R21 (België)
De R21 is een verkeersweg in het Brussels Hoofdstedelijk Gewest, onderdeel van een niet helemaal gesloten ring die veel op Brusselse wegwijzers wordt aangegeven. Deze Middenring (in het Frans: Grande Ceinture) bevindt zich deels tussen de Grote Ring (R0), die het Brussels Hoofdstedelijk Gewest voor een groot stuk omringt en de Kleine Ring, die de vroegere stadsomwalling van de stad Brussel volgt. In het oosten van het Brussels Hoofdstedelijk Gewest ligt tussen de R21 en de R0 ook nog de Tweede Ring (R22).
De R21 zelf vormt ongeveer een halve cirkel ten oosten van het Brusselse centrum, en verbindt de kruispunten Van Praet in het noorden met Ter Kameren in het zuiden. Het is een drukke en brede verkeersweg, bestaande uit 2 à 3 rijstroken in beide richtingen, maar geen autosnelweg: op sommige punten zijn ongelijkvloerse kruisingen met op- en afritten gemaakt, maar de meeste kruisingen zijn gelijkvloers met verkeerslichten.
De volledige Middenring komt tot stand door daar andere verbindingswegen aan toe te voegen. Ook dit zijn brede lanen met twee rijstroken in beide richtingen, maar zonder ongelijkvoerse kruisingen:
- de verbinding van Dikke Linde (in het Park van Laken) naar Prins van Luik (aan de Ninoofsesteenweg)
- de Paepsemlaan (in Anderlecht)
- de verbinding van het Albertplein in Vorst met Ter Kameren.

Deze lanen zijn echter geen verlengden van elkaar of van de R21, maar zijn met elkaar verbonden via kortere of langere verbindingswegen. Er is dus enige fantasie nodig om in het geheel een ringweg te zien.
R-wegen:
R0 · R1 · R2 · R3 · R4 (R4a · R4z) · R5 (R5a) · R6 · R7 · R8 · R9 · R10 · R11 (R11a) · R12 · R13 · R14 · R15 · R16 · R18 · R20 (R20a · R20b) · R21 (R21a · R21b · R21c · R21d) · R22 (R22a · R22z) · R23 (R23z) · R24 · R25 · R26 · R27 (R27a) · R30 (R30a · R30b) · R31 · R32 · R33 · R34 · R35 · R36 (R36z) · R40 (R40a) · R41 · R42 · R43 · R50 · R51 · R52 · R53 · R54 · R55 · R61 (R61a) · R62 · R70 · R71 · R72 · R73
N-wegen die (gedeeltelijk) een ringweg omvatten:
N1 · N3 · N4 · N6 · N7 · N8 · N9 · N13 · N17 · N27 · N27a · N28 · N29 · N31 · N32 · N34 · N35 · N36 · N37 · N38 · N39 · N41 · N44 · N46 · N47 · N49 · N50 · N55 · N60 · N60d · N70 · N71 · N72 · N73 · N75 · N76 · N78 · N80 · N81 · N82 · N90 · N92 · N113 · N153 · N203 · N203a · N390 · N405 · N416 · N441 · N473 · N498 · N556 · N700 · N712 · N712b · N717 · N722 · N725 · N748 · N750 · N769 · N967